# Tecali de Herrera
Tecali de Herrera è una municipalità dello stato di Puebla, nel Messico centrale, il cui capoluogo è la località omonima.
Conta 20.267 abitanti (2015) e ha una estensione di 176,04 km². 	 	
Il significato del nome della località in lingua nahuatl è case di pietra.